# Juan Antonio Valero Casado
Juan Antonio Valero Casado (Madrid, 5 de octubre de 1945), es un catedrático español.

## Biografía
Pasó los tres primeros años de su infancia en Madrid. Aún no había cumplido cuatro años cuando, a principios del estío, las circunstancias de la carrera militar de su padre, le llevaron a una ciudad con acento mágico: Larache (protectorado español de Marruecos)
Al poco tiempo de llegar inicia su etapa escolar en el colegio Francés, en donde realizó la enseñanza primaria hasta los diez años.  
Luego cursa el bachillerato elemental en el colegio marista La Inmaculada de Valladolid y el superior entre Bata (Guinea Ecuatorial), que le deja como poso una colección de recuerdos y sensaciones aisladas e intensas de la realidad de aquella tierra africana, y el INEM de Ceuta. Tras superar el Curso Preuniversitario se desplazó a Sevilla e inicia la carrera de Químicas en la Facultad de Ciencias de la Universidad de dicha ciudad, cursando los dos primeros años.
El destino de su padre a Villa Cisneros (Sahara Español), provoca su llegada a Valladolid. En la capital castellana estudia, en su Escuela Normal, la carrera de Magisterio, graduándose en 1966. 
En 1967 adquiere la condición de Funcionario Público del Estado, como docente.  
Seguidamente comienza la carrera de Farmacia en la Universidad de Salamanca. Estudios que tiene que abandonar al no poder compatibilizarlos con su destino como funcionario. En 1977 realizó el Curso Puente de acceso al Segundo Ciclo Universitario en la Universidad de Valladolid, licenciándose años más tarde en la rama de Historia. A partir de esos años alterna su vida profesional entre varios países europeos y España.
En la actualidad, no obstante estar jubilado, sigue ligado a la Universidad a través de los estudios de grado de Diplomado en Cultura, Ciencia y Tecnología del Programa Senior de la UDL de Lleida. 

## Trayectoria profesional
Dedicado a la enseñanza, tras ejercer durante varios años en España, en 1979 concursa a unas plazas para docentes en el extranjero, obteniendo destino en Bélgica, país en el que imparte clases de Lengua y Cultura españolas en diversas ciudades de Flandes. En 1982, trasladado a Amberes, es nombrado Director de la ALCE, cargo que compatibiliza con la docencia como Profesor Ayudante de clases prácticas del Departamento de español de la Facultad de Filología de la RUCA (Rijks Universitair Centrum Antwerpen o Universidad Estatal de Amberes). Como fruto y proyección de esta dedicación profesional, en 1983, fue designado Director de la Casa de España de Amberes (Bélgica), institución dedicada a la expansión de la Lengua y Cultura españolas en el exterior. Ocupó también el cargo de Jefe de la Oficina Laboral del Ministerio de Trabajo de la cual dependían los trabajadores españoles de la Demarcación Consular de Amberes. Unos años más tarde concursa nuevamente y obtiene plaza en Las Palmas de Gran Canaria, en donde imparte clases de Ciencias Sociales en el primer ciclo de secundaria y posteriormente dirige el centro educativo en el que trabaja.En 1988, el MEC le traslada como docente a Zürich (Suiza). Entre 1991 y 1994, fue nombrado Director de la ALCE de Lausanne (Suiza), responsabilidad que ostentó nuevamente entre los años 2000 y 2004. Durante algunos años de estos períodos, compaginó dicho cargo con la actividad docente, como Profesor Colaborador en la Sección de español de La Facultad de Letras de la UNIL (Universidad de Lausanne).

## Carrera política
Fue durante esos años de formación universitaria primero en Sevilla y luego en Valladolid, cuando se gestó el despertar de su conciencia política. En consecuencia, en 1979 comienza a militar en el Partido Socialista Obrero Español (PSOE) y la Unión General de Trabajadores (UGT), siendo elegido en 1982 Secretario General del Partido Socialista de Amberes (Bélgica).
Entre 1985 y 1988 es miembro de la Comisión Ejecutiva de la Agrupación Local de La Isleta (Las Palmas de Gran Canaria), de la Comisión Ejecutiva Insular de FETE-UGT y del Comité Regional del PSOE y de la UGT de Canarias. 
En 1989 es elegido Secretario General de FETE-UGT de Suiza y miembro de la Comisión Ejecutiva de la Agrupación Territorial del PSOE de Suiza. 
En 1992, en el Congreso Regional de la Federación del PSOE-Europa, celebrado en Bruselas, entra a formar parte de la Comisión Ejecutiva como responsable del área de Educación y Cultura, cargo del que dimite al regresar a España en 1994.
En 1998 regresa a Suiza y continua su compromiso político, pero como simple afiliado de la Agrupación Local de Lausana hasta el 2004, año en el que retorna definitivamente a España y se da de baja en el partido; al considerar que se estaba renunciando a las señas de identidad propias del partido ya que la mayor parte de las actividades se centraban en la apología e imagen del secretario general como referente único de la organización.

## Publicaciones
Es autor de varias obras, unas de carácter académico y otras a modo de ensayo y de relatos, dedicadas a su personal concepción de la vida.
- La enseñanza internacional y el aprendizaje de lenguas extrajeras.
- Sociedades pluriculturales y educación intercultural.
- Ficción y doctrina de un mundo social.
- Reflexiones, sensaciones e inflexiones del 96.
- Crónicas históricas al calor de la lumbre.
- Anadolú, entre el ensueño y el recuerdo.
- Diario de realidades, melancolías y tristezas
- Reflexiones, sensaciones e inflexiones intemporales
- Trampantojos del ser humano
- Cartas al director

- Datos: Q16584295